# 신남알데하이드
신남알데하이드(영어: cinnamaldehyde)는 화학식 C9H8O을 갖는 유기 화합물이다. 기하 이성질체로서 자연 발생하며 계피에 향미와 냄새를 더한다. 시킴산 경로에 의해 자연 합성되는 페닐프로파노이드이다. 이 창백한 노란색의 점성을 보이는 액체는 계피나무와 기타 녹나무속의 종의 나무껍질에서 발생한다. 계피껍질의 방향유에는 약 90%의 신남알데하이드로 구성된다. 신남알데하이드는 스타이렌으로 분해되는데, 산화로 인해 비축과 전달이 어렵기 때문이다. 스타이렌은 특히 높은 습도와 고온에서 형성된다. 이것이 바로 계피에 포함된 스타이렌의 양이 적은 이유이다.

## 생합성
|  |